# نيسان ماكسيما
نيسان ماكسيما (بالإنجليزية: Nissan Maxima)‏ هي سيارة من إنتاج شركة نيسان بدأ إنتاجها منذ عام 1976 حتى الآن.
تندرج السيارة نيسان ماكسيما ضمن فئة Excutive Cars وهي الفئة التي تتميز سياراتها بضخامة الحجم وغزارة عوامل الفخامة عن السيارات العائلية متوسطة الحجم. ظهرت مكسيما لأول مره في عام 1976م كنسخة فاخرة من السيارة بلوبيرد، لكنه سرعان ما ظهرت كطراز منفصل وذلك في عام 1980م. ظلت مكسيما تصنع في مدينة يوكوسوكا اليابانية حتى عام 2008، ثم أصبحت تصنع في الولايات المتحدة في مدينة سميرنا في ولاية تينيسي. ظهرت المكسيما أيضا بأسماء مختلفة في بعض البلدان مثال نيسان  سيفرو ونيسان لوريل .

## ماكسيما بلوبيرد 1976-1980
كما ذكرنا مسبقا فقد ظهرت ماكسيما في بادئ الأمر كنسخة فاخرة من بلوبيرد، وتوفرت في أسواق الولايات المتحدة باسم داتسن 810 في فبراير من عام 1977.
زود الطراز بخيارين من المحركات الأول من نوع SOHC كامة واحدة أعلى الرأس وبسعة لترين بقوة 122 حصان وتم تخصيصه للسوق الياباني، والمحرك الثانية كان بسعة 2.4 لتر وبقوة 125 حصان وتم تخصيصه للسوق الأمريكي، وكلا المحركين كانا يعملان بنظام الدفع الخلفي، وتم تزويدهما بذراع تعليق خلفي، لكن فئة الاستيشن واجن زودت بذراع تعليق خلفي أكثر صلابة لتحمل الأحمال الثقيلة.
وقد تم تزويد أقل فئة من البلوبيرد مكسيما بكاربوريتور عادي  جهاز خلط الوقود بالهواء، بينما تم تزويد الفئة الرياضية بتقنية حقن الوقود وهو الجهاز الأحدث لخلط الوقود بالهواء وقد حل محل الكاربوريتور في معظم الطرازات أواخر الثمانينيات الفئة الرياضية تم تزويدها بناقل سرعة يدوي من خمس سرعات.
ظهرت فئة الكوبيه من السيارة في عام 1979 مع بعض التعديل في تصميم السيارة لتصبح أكثر رونقا، كما ظهرت في نفس السنة السيارة داتسون 280ZX والتي اشتركت مع مكسيما بلوبيرد في نفس الشاسيه.
بالرغم من أن داتسون 280ZX اشتركت مع بلوبيرد في نفس الشاسيه إلا أن البلوبيرد لم تتوفر بالمحرك سداسي الإسطوانات سعة 2.8 لتر والذي كان متوفرا في شريكتها.

## الجيل الأول 1981-1984
ظهرت أول سيارة باسم مكسيما في عام 1981، بينما ظهرت بنفس التصميم والتجهيز باسم بلوبيرد910 في السوق الياباني، وظهرت أيضا باسم ديلوكس 810لم يكن الاسم مكسيما منفردا بل لحق به الرقم 810 أيضا، أي انه كان يطلق عليها مكسيما 810 حتى تم التخلي عن هذا الرقم بحلول عام 1982 وكان عام 1984م آخر عام للجيل الأول من مكسيما كما أنه أيضا كان آخر عام يستخدم فيه اسم داتسون في تاريخ الشركة اليابانية نيسان.
لم تقف تويوتا مكتوفة الأيدي أمام نجاح السيارة مكسيما فأطلقت السيارة تويوتا كريسيدا والتي ظهرت في السوق الياباني باسم تويوتا مارك تو.
توفرت مكسيما في هذه الفترة بخيارين من المحركات الأول بنزيني سعة 2.4 لتر والثاني يعمل بالديزل سعة 2.8 لتر، وكلاهما كانا يعملان بنظام الدفع الخلفي، وتوفرا بناقل سرعة يدوي وأتوماتيكي من خمس سرعات.
مضخات المقود الآلي المستخدمة في مكسيما تم استيرادها من جنرال موتورز أمريكا، وهذه ليست بالمرة الأولى التي تستعين فيها نيسان ببعض الشركات الأمريكية في بعض أجزاء السيارات، فقد تم الاستعانة بنظام ناقل السرعة الأمريكي Born-Warner T5 المستخدم في داتسون 510.

## الجيل الثاني 1985-1988
في خريف عام 1984 تم التخلي عن نظام الدفع الخلفي في مكسيما، لتظهر بتصميم جديد وبنظام الدفع الأمامي، وتوفرت بمحرك وحيد سعة ثلاث لترات مكون من ست أسطوانات على شكل V وبقوة 154 حصان ومتصل بناقل سرعة أوتوماتيكي من 4 سرعات أو يدوي من خمس سرعات والعام 1988 كان آخر عام انتج فيه الاستيشن واجن من مكسيما.
في عام 1987 ظهرت المكسيما مع بعض التعديلات في التصميم الخارجي والداخلي، حيث توفرت خيارات جديدة ومميزة في فئتي السيدان والاستيشن واجن وتوفرت مكسيما بفئتين الأولى GXE والثانية SE.
الخيارات المتوفرة في GXE كانت زجاج كهرباء، قفل مركزي، كيس هوائي، مع توفر مقاعد جلدية اختياريا، وعداد ديجيتال، وفتحة سقف اختياريه تعمل بالكهرباء، وعجلات ألمنيوم 15 بوصة.
الخيارات المتوفرة في SE كانت مقاعد أمامية كهربائية، وناقل سرعة يدوي من 5 سرعات، وثلاث وضعيات مختلفة لنظام التعليق، ونظام إذابة الجليد عن الزجاج الامامي والخلفي، ونظام لحماية المركبة من السرقة، وسبويلر خلفي، ومخرجي عادم.
المنافس الشرس لمكسيما في هذه الفترة كانت تويوتا كريسيدا والتي كانت زاخرة بالتجهيزات أيضا كحال المكسيما إلا أنها ظلت تستخدم نظام الدفع الخلفي حتى توقفها عن الإنتاج، وبالرغم من المجهود الكبير الذي بذلته نيسان للخروج بأفضل ما لديها في مركبتها إلا أن تويوتا كريسيدا كانت الأفضل من جميع النواحي سواء كانت على صعيد المحرك، القوة أو التجهيزات الداخلية.

## الجيل الثالث 1989-1994
في عام 1989 أعيد تصميم مكسيما بالكامل مع زيادة في الحجم جعلتها ثاني أكثر السيارات اليابانية مبيعا في الولايات المتحدة، هذا التغيير زاد من عرض السيارة وجعل المقصورة الخلفية تتسع لثلاث ركاب براحة تامة.
بالرغم من كون الجيل الجديد أكبر حجما من الجيل السابق إلا أنها كانت أخف وزنا، مما دعى نيسان موتورز لإطلاق لقب السيارة الرياضية رباعية الأبواب على جيلها الجديد.
في هذه الفترة كان الظهور الأول لطرازات لكزس الذي لم تنشغل تويوتا به عن إطلاق الجيل الجديد من كامري ذو الدفع الامامي الذي أهلته الشركة لمنافسة المكسيما بعد أن أنحت كريسيدا عن المنافسة كونها تعمل بنظام الدفع الخلفي.
أجمع المراقبون في تلك الحقبة أن الجيل الجديد من مكسيما أعاد فكرة الانحناءات الرياضية إلى سيارات السيدان العائلية والذي اتضح جليا في هذه الفترة.
زودت مكسيما بخيارين من المحركات الأول VG30A سعة ثلاث لترات ومكون من ست أسطوانات على شكل V وبقوة 193 حصان والثاني من نوه VG30DA سعة ثلاث لترات أيضا وبقوة 193 حصان.
محرك الـ VG30DA توفر بشكل أساسي في فئة الـ SE مع ناقل سرعة يدوي من خمس سرعات والذي لم يكن متوفرا في فئة GXE في ما بعد عام 1992 حيث كان يتوفر في الـ GXE ناقل سرعة أوتوماتيكي من أربع سرعات.
ظهرت مكسيما لأول مرة في أوروبا في عام 1992 كبديل للسيارة لوريل، وكل الفئات التي بيعت هناك كانت بناقل سرعة أوتوماتيكي فقط.
اختيرت السيارة مكسيما SE كواحدة من أفضل عشر سيارات في العالم عام 1990 من قبل مجلة Car And Driver.

## الجيل الرابع 1995-1999
أعيد تصميم السيارة التحفه بالكامل في عام 1995، وزودت بمحرك جديد جبار وهو من نوع VQ30DE سعة ثلاث لترات ويولد 222 حصان حيث اتسم هذا النوع من المحركات بهدوءه وسلاسته وقوة تسارعه المذهلة وطول عمره مما أهله أن يحتل المرتبة الأولى في قائمة أفضل عشر محركات على مستوى العالم وليصبح واحدا من أشهر المحركات في عالم السيارات، كما أن استجابته كانت عالية لأي نوع من أنواع التعديل عليه كإضافة التوربو أو شاحن الهواء، كما زودت السيارة بنظام تعليق أخف وأقوى من الجيل السابق.
أجري تعديل طفيف على السيارة في عام 1997، مع عجلات جديدة، وتصميم جديد للمصابيح الامامية والخلفية ومصابيح الضباب إضافة إلى استعمال الكروم في الشبكة الأمامية، إنهاإحدى أجمل السيارات من حيث التصميم الخارجي. كما تم إضافة بعض التجهيزات الداخلية كنظام مشغل CD ووسائد هوائية أضيف كتجهيز اختياري في عام 1998حظيت المكسيما التي خصصت لأمريكا الشمالية عام 1995 بنظام BOSE الصوتي مع ست سماعات، وبصفة عامة تميز هذا الجيل بجال وبفخامة ورقي مقصورته وحظيت المكسيما بلقب سيارة العام من قبل مجلت موتور تريند وذلك عام 1995
وحظيت المكسيما SE بلقب واحدة من أفضل عشر سيارات في العالم في عامي 1995 و1996 من قبل مجلة كار أند درايفر واعتبرت المكسيما في تلك الفترة واحدة من أندر السيارات السيدان التي تتمتع بمحرك سداسي الأسطوانات وناقل حركة يدوي في نفس الوقت، مما جعلها واحدة من أكثر السيارات شعبية لدى من يحبون السيارات ذات الطابع الرياضي حيث الانطلاق والحيوية، وهذ وجودة تصنيعها.
في جيل تمتع بالخصوصية أطلقت في اليابان شبيهة المكسيما السيارة نيسان سيفرو والتي توفرت سابقا بنظام الدفع الخلفي، والتي توفر منها فئة الاستيشن واجن بشكل خاص.
كما أطلقت فئة واحدة منها في الولايات المتحدة باسم انفنتي I30، وأطلقت في بعض دول الشرق الأوسط باسم مكسيما

## الجيل الخامس 2000-2008
في عام 2000 ظهر الجيل الجديد من مكسيما والذي اشترك مع الجيل الثالث من ألتيما في نفس قاعدة العجلات، وقدمت للبيع في أسواق الولايات المتحدة وكندا والمكسيك فقط وقدمت للولايات المتحدة بمحرك VQ35DE مكون من ست اسطوانات وبكامتين أعلى الرأس وسعة 3.5 لتر وبقوة 265 حصان وحصل المحرك VQ35DE وعلى غرار سابقه VQ30DE على لقب أحد أفضل عشر محركات في العالم.

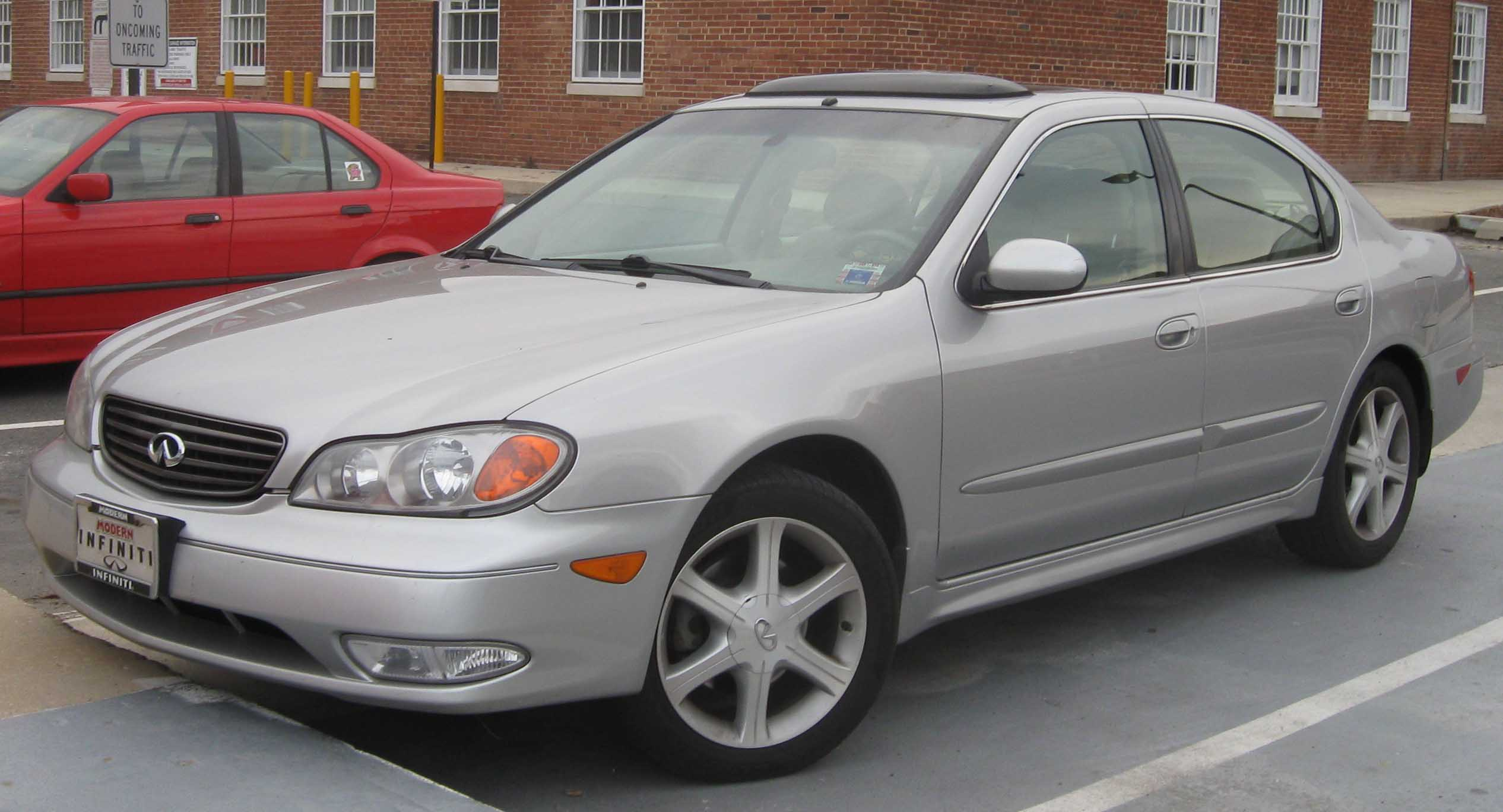
Infiniti I35

في السوق الأسترالي قدمت المكسيما باسم كودي وهو J30، إضافة إلى تصميم مختلف تماما وشاسيه مختلف أيضا، وبناقل سرعة أوتوماتيكي من أربع سرعات فقط. وبمحرك مغاير تماما وحددت قوته ب 228 حصان وفي عام 2007 عدل التصميم قليلا وزودت بناقل سرعة من خمس سرعات، وآخر يدوي من ست سرعات.
جرى تصميم ماكسيما 2009 الجديدة بالكامل كسيارة رياضية جريئة رباعية الأبواب تمتاز بتصميم فريد وشعور مميز أثناء القيادة، وقد وضعت نيسان نصب عينيها أهدافاً طموحة أثناء تطوير مكسيما الجديدة، من ضمنها التوصل إلى «أفضل سيارة بمحرك أمامي ودفع أمامي في العالم»، بالتناغم مع مزايا متفوقة ورائدة في فئتها تشمل التسارع والكبح والتماسك والتوازن والحرفية وتصميم حجرة القيادة
صُمّم المحرك الثوري في نيسان ماكسيما الجديدة وفق فلسفة «الحركة السائلة» Liquid Motion، التي تجمع بين الإطلالة الجريئة وتصميم أقواس العجلات القوي، ويتعزز الطابع الديناميكي للسيارة بإطارات قياس 19 بوصة.
وتحمل المقدمة الجديدة كلياً لماكسيما طابعاً هجومياً مستعداً للانقضاض على الطريق، فأضواء المقدمة الجديدة التي تعمل بخاصية LED تضفي لمسة من الحداثة، كما هو الحال مع الشبك الأمامي الذي يكمل طابع السيارة العصري.
أما من الخلف فقد نالت نيسان ماكسيما الكثير من التغيرات والتحسينات على المظهر الخارجي سواء من حيث المصابيح عالية التقنية الجديدة أو الصادم الخلفي الراقي.
طور فريق تصميم مقصورة ركاب ماكسيما الجديدة مفهوم مقصورة «حجرة القيادة الخارقة» Super Cockpit، الذي يتضمن مفاتيح تشغيل قريبة من السائق ويضفي شعوراً كالسيارات الرياضية، لكن مع حيّز كبير لتوفّر راحة للسائق والركاب على حد سواء.
أما على صعيد التجهيزات، فتتوفر نيسان ماكسيما بعدد من المزايا الفخمة، مثل نظام ملاحة مع شاشة للرؤية الخلفية، ونظام بوز BOSE المتفوق للترفيه الصوتي، ومفتاح ذكي مع خاصية تشغيل المحرك بلمسة زر، ومقاعد جلدية فاخرة بتحرك آلي مع وظيفتي التبريد والتدفئة.

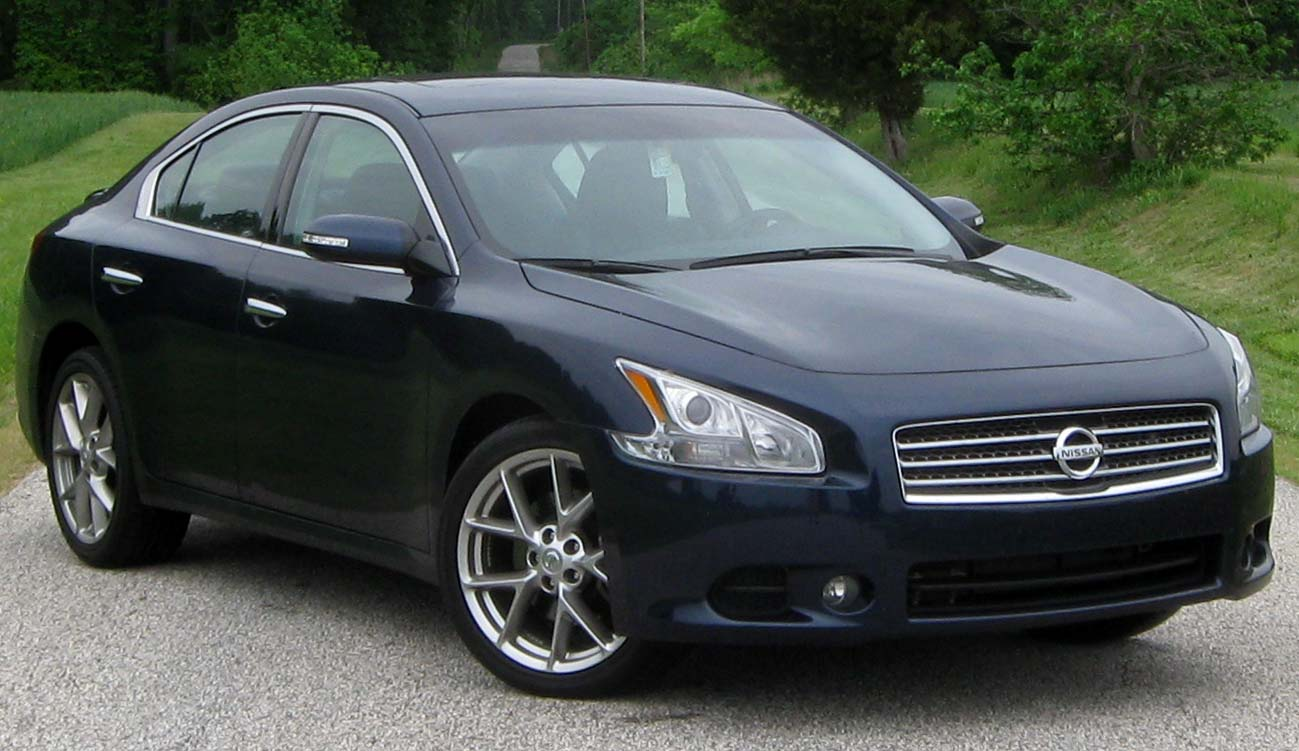
نيسان ماكسيما 2009

## التصميم

### التصميم الداخلي

#### المقاعد
تتسع سيارة نيسان ماكسيما لخمسة أشخاص. هناك دعائم كافية للمقاعد الأمامية، والدعم جيد في كلا الصفين. ومع ذلك، فإن مساحة الرأس ضيقة في كلا الصفين بسبب خط السقف المنحدر. المساحة المخصصة للأرجل في المقعد الخلفي جيدة ولكنها لا تبرز في فئة السيارات الكبيرة.
تسهل تعديلات القوة القياسية لكلا المقعدين الأماميين العثور على وضع جلوس مثالي. يتوفر الإصدار ماكسيما مع الكثير من ترقيات المقاعد، بما في ذلك المقاعد الأمامية المدفأة والتهوية، وتعديلات أسفل الظهر الكهربائية لمقعد السائق، وإعدادات الرأس لمقعد السائق، وعجلة قيادة قابلة للإمالة كهربائياً، ومقاعد خلفية مدفأة.
تشمل الميزات الاختيارية تنجيد جلدي، وجلد أسكوت الفاخر، ومفروشات ألكانتارا، وتنجيد جلدي مبطن فاخر بالكامل من أسكوت، ومقاعد أمامية مدفأة، وتعديلات كهربائية أسفل الظهر لمقعد السائق، وإعدادات ذاكرة مقعد السائق، ومقعد ركاب قابل للتعديل كهربائياً بستة اتجاهات، وعجلة قيادة مُدفأة، مقاعد أمامية مهواة، عجلة قيادة قابلة للإمالة والتلسكوب كهربائياً، مظلة كهربائية للنافذة الخلفية، ومقاعد خلفية مدفأة.
تتميز ماكسيما بوضعية جلوس أمامية منخفضة ورياضية وتوفر المقاعد راحة كبيرة. مساحة الرأس ضيقة قليلاً في كلا صفي المقاعد، والمساحة الخلفية للأرجل ليست رائعة أيضًا.

#### مقاعد الأطفال
تشتمل نيسان ماكسيما على مجموعتين كاملتين من موصلات ماركة لاتش (بالإنجليزية: LATCH) لمقاعد السيارة للمقاعد الخلفية الخارجية، بالإضافة إلى مثبت ربط علوي للمقعد الخلفي الأوسط. يمكن الوصول إلى المثبتات السفلية بوضوح، ومن السهل إرفاق أحزمة مقعد السيارة.

#### الجودة الداخلية
بشكل عام، تتميز ماكسيما بتصميم داخلي مبهج مع أسطح ناعمة الملمس ومواد عالية الجودة. ومع ذلك، كما هو الحال مع العديد من المركبات، يمكن أن تختلف الجودة حسب مستوى القطع. تم تخصيص أجمل التجهيزات للموديلات الراقية التي توفر تنجيدًا من الجلد المبطن أو حشوات مقاعد Alcantara (من جلد الغزال الصناعي).
على الرغم من إعادة تصميمها لعام 2016، إلا أن بعض النقاد يشيرون إلى أن التصميم العام للمقصورة للسيارة بدأ في الظهور بمظهر قديم.

#### مساحة الشحن
مساحة صندوق الأمتعة ليست واحدة من نقاط القوة في ماكسيما. إنه يوفر 14.3 قدمًا مكعبًا، وهي مساحة أقل من كل ما تقدمه السيارات الكبيرة الأخرى تقريبًا. تبلغ مساحة تويوتا أفالون حوالي 16 قدمًا مكعبًا، وحتى نيسان ألتيما متوسطة الحجم تتفوق على ماكسيما بـ 15.4 قدمًا مكعبًا.
على الجانب الإيجابي، تكون فتحة صندوق الأمتعة واسعة، ولحمل البضائع شكل نفعي مربّع، والمقاعد الخلفية قابلة للطي بشكل مسطح مع أرضية الصندوق.

#### نظام المعلومات والبلوتوث والملاحة
يعد نظام المعلومات والترفيه القياسي في نيسان ماكسيما بديهيًا ويتميز بشاشة تعمل باللمس مقاس 8 بوصات وتكامل الهاتف الذكي عبر Android Auto و Apple CarPlay.
هيكل القائمة واضح ومباشر. بالإضافة إلى التحكم في النظام من خلال شاشة اللمس، يمكنك أيضًا استخدام مقبض دوار في وحدة التحكم المركزية. هذا البديل المريح يذكرنا بوحدات التحكم الموجودة في العلامات التجارية الراقية. تتميز نيسان ماكسيما بأزرار وأقراص محددة بوضوح تحيط بشاشة المعلومات والترفيه لإجراء تعديلات سريعة على إعدادات الصوت، كما تسهل المقابض الكبيرة تغيير أدوات التحكم في المناخ أيضًا.

## الأداء

### المحرك
نيسان ماكسيما مدعومة بمحرك V6 سعة 3.5 لتر ينتج 300 حصان. تحتوي معظم السيارات الكبيرة على محركات V6 قياسية مع نفس الناتج تقريبًا. يتمتع محرك نيسان ماكسيما بالكثير من العضلات ويجعل هذه السيارة تعمل بجهد ضئيل، سواء كنت تتسارع من التوقف أو تمنحها مزيدًا من الغاز بسرعات أعلى.
نقطة الخلاف هي ناقل الحركة الأوتوماتيكي القياسي المتغير باستمرار (CVT). سترغب في اختباره لمعرفة ما إذا كنت ترغب في ذلك. يقول بعض النقاد أن نظام CVT الخاص بـ نيسان ماكسيما فعال ويتوافق بشكل جيد مع المحرك، بينما يشير آخرون إلى أنه يعيق الطابع الرياضي ومشاركة السائق.

### المسافة المقطوعة بالغاز
تحصل ماكسيما 2020 على 20 ميلا في الغالون من وكالة حماية البيئة في المدينة و 30 ميلا في الغالون على الطريق السريع. هذه الأرقام هي متوسط تقريبًا لفئة السيارات الكبيرة وهي على قدم المساواة مع محركات V6 الموجودة في المنافسين.

### نيسان ماكسيما: ناعمة وليست رياضية
توفر ماكسيما ركوبًا مريحًا ومتسامحًا، حيث تسافر بتوازن فوق المطبات على الطريق. يرجع بعض ذلك إلى نظام إدارة الهيكل الإلكتروني القياسي الجديد لعام 2020. هذا الهدوء يجعل ماكسيما تشعر وكأنك في المنزل كطراد أكثر من كونها سيارة زاوية. هناك القليل من ردود الفعل من الطريق، والتحكم مملة، لذلك بينما تظل السيارة ثابتة حول المنعطفات، فهي بعيدة عن كونها رياضية.

### موثوقية ماكسيما
تمنح JD Power سيارة نيسان ماكسيما 2020 تصنيف موثوقية جيد متوقع من أربعة من أصل خمسة.

### ضمان نيسان ماكسيما
تغطي نيسان ماكسيما بضمان أساسي لمدة ثلاث سنوات / 36000 ميل وضمان لمدة خمس سنوات / 60 ألف ميل لمجموعة نقل الحركة.

## الأمان

### نتائج اختبار تحطم ماكسيما
أعطت الإدارة الوطنية للسلامة المرورية على الطرق السريعة سيارة نيسان ماكسيما 2020 خمس نجوم من أصل خمسة في اختبار الانقلاب. يتم تقييم العديد من السيارات بشكل أكثر شمولاً من قبل NHTSA.
في وقت كتابة هذا التقرير، لم يختبر معهد التأمين للسلامة على الطرق السريعة ماكسيما 2020. حصلت ماكسيما 2019 المماثلة على أعلى تصنيف جيد في جميع اختبارات التصادم الستة.

### ميزات السلامة ماكسيما
الجديد لعام 2020، تأتي كل ماكسيما بشكل قياسي مع مجموعة Nissan Safety Shield 360 من ميزات مساعدة السائق. تتضمن هذه الحزمة مراقبة النقطة العمياء، وتنبيه حركة المرور الخلفية، والتحذير من مغادرة المسار، والمصابيح الأمامية ذات الشعاع العالي التلقائي، وكشف المشاة، والفرملة التلقائية للطوارئ الأمامية والخلفية.
تشمل تقنيات الأمان القياسية الأخرى تحذير الاصطدام الأمامي ومراقبة انتباه السائق وكاميرا الرؤية الخلفية. تشمل الميزات الاختيارية نظام تثبيت السرعة التكيفي، والتعرف على إشارات المرور، وأجهزة استشعار وقوف السيارات الأمامية والخلفية، ونظام كاميرا وقوف السيارات ذات الرؤية المحيطية ، ومساحات الزجاج الأمامي المستشعرة للمطر.

## الطرز المختلفة من الإصدار نيسان ماكسيما
تتوفر نيسان ماكسيما 2020 بخمس فئات: S و SV و SL و SR و Platinum. تأتي جميع الطرازات بشكل قياسي مع محرك V6 وناقل حركة أوتوماتيكي متغير باستمرار ودفع أمامي.
قاعدة نيسان ماكسيما مجهزة تجهيزًا جيدًا بتكامل الهاتف الذكي Android Auto و Apple CarPlay ومنفذين USB وراديو القمر الصناعي. كما أنها تتميز بقائمة طويلة من ميزات مساعدة السائق القياسية ، بما في ذلك المصابيح الأمامية الأوتوماتيكية عالية الشعاع ، ومراقبة النقطة العمياء ، واكتشاف المشاة ، والفرملة التلقائية للطوارئ الأمامية والخلفية ، ومراقبة انتباه السائق.
يجدر بنا أن نرتقي بمستوى تقليم واحد على الأقل إلى نيسان ماكسيما SV للحصول على تنجيد جلدي ومقاعد أمامية مدفأة ونظام ملاحة ونظام تثبيت السرعة التكيفي

### نيسان ماكسيما اس
- ناقل الحركة: أوتوماتيكي
- نظام الدفع: دفع أمامي
- ميلا في الغالون: 20 مدينة / 30 طريق سريع
- المحرك: ممتاز خالي من الرصاص V-6 3.5 لتر / 213

تشمل الميزات القياسية تنجيد القماش ، ومقعد السائق القابل للتعديل كهربائياً بثماني اتجاهات ، ومقعد الراكب القابل للتعديل كهربائياً في أربعة اتجاهات ، وعجلة القيادة المكسوة بالجلد ، والتحكم التلقائي في المناخ ثنائي المنطقة ، وشاشة عرض رقمية قياس 7 بوصة ، والقرب دخول بدون مفتاح ، ومصابيح أمامية وخلفية LED.
يتميز نظام المعلومات والترفيه القياسي بشاشة تعمل باللمس مقاس 8 بوصات وثماني مكبرات صوت وراديو عبر الأقمار الصناعية وبلوتوث والتعرف على الصوت ومنفذين USB و Android Auto و Apple CarPlay.
تشمل تقنيات مساعدة السائق القياسية المصابيح الأمامية ذات الشعاع العالي الأوتوماتيكي ، وكاميرا الرؤية الخلفية ، ومراقبة النقطة العمياء ، وتنبيه حركة المرور الخلفية ، والتحذير من الاصطدام الأمامي ، واكتشاف المشاة ، والفرملة التلقائية للطوارئ الأمامية والخلفية ، والتحذير من مغادرة المسار ، ومراقبة انتباه السائق.

### نيسان ماكسيما اس في
- ناقل الحركة: أوتوماتيكي
- نظام الدفع: دفع أمامي
- ميلا في الغالون: 20 مدينة / 30 طريق سريع
- المحرك: ممتاز خالي من الرصاص V-6 3.5 لتر / 213

تشمل نيسان ماكسيما اس في - على تنجيد جلدي ، ومقاعد أمامية مُدفأة ، وتعديلات قطنية كهربائية لمقعد السائق ، ومرايا خارجية مُدفأة ، وراديو عالي الدقة ، وملاحة ، ونظام تثبيت السرعة التكيفي ، والتعرف على إشارات المرور.

### نيسان ماكسيما اس ال
- ناقل الحركة: أوتوماتيكي
- نظام الدفع: دفع أمامي
- ميلا في الغالون: 20 مدينة / 30 طريق سريع
- المحرك: ممتاز خالي من الرصاص V-6 3.5 لتر / 213

تشمل الميزات الإضافية في هذا الطراز مقعد الراكب القابل للتعديل كهربائياً بستة اتجاهات ، وعجلة قيادة مُدفأة ، وفتحة سقف بانورامية مزدوجة اللوحة ، ومنفذين USB خلفيين ، وستيريو Bose الممتاز المكون من 11 مكبر صوت ، وفتحة باب مرآب عالمية ، وفتحة أمامية ومجسات وقوف السيارات الخلفية.

### نيسان ماكسيما اس ار
- ناقل الحركة: أوتوماتيكي
- نظام الدفع: دفع أمامي
- ميلا في الغالون: 20 مدينة / 30 طريق سريع
- المحرك: ممتاز خالي من الرصاص V-6 3.5 لتر / 213

بها مقاعد أمامية جيدة التهوية وإعدادات ذاكرة مقعد السائق ونظام كاميرا لوقوف السيارات. تشتمل الميزات الموجودة فقط في اس ار على مبدلات الحركة ، ونظام التعليق الرياضي ، وجلد أسكوت الفاخر ، وتنجيد Alcantara ، ودواسات رياضية من الألومنيوم.

## نيسان ماكسيما بلاتينيوم
- ناقل الحركة: أوتوماتيكي
- نظام الدفع: دفع أمامي
- ميلا في الغالون: 20 مدينة / 30 طريق سريع
- المحرك: ممتاز خالي من الرصاص V-6 3.5 لتر / 213

تشمل الميزات القياسية تنجيد جلدي مبطن فاخر من أسكوت ، وعجلة قيادة قابلة للإمالة والتلسكوب كهربائياً ، ومساحات زجاج أمامي مستشعر للمطر ، ومظلة كهربائية للنافذة الخلفية ، ونظام المعلومات والترفيه .

### مقارنة الطرازات المختلفة
مقارنة اس في ، اس ار 1، اس ار 2
الخصائص الميكانيكية
| المحرك            | 3.5 لتر 6 أسطوانات                                                              | 3.5 لتر 6 أسطوانات                                                              | 3.5 لتر 6 أسطوانات                                                              |
| قوة المحرك        | 300 حصان                                                                        | 300 حصان                                                                        | 300 حصان                                                                        |
| عزم الدوران       | 354 نيوتن متر                                                                   | 354 نيوتن متر                                                                   | 354 نيوتن متر                                                                   |
| ناقل الحركة       | ®Xtronic CVT أوتوماتيكي مع محدد وضع القيادة ووضع القيادة اليدوي                 | ®Xtronic CVT أوتوماتيكي مع محدد وضع القيادة ووضع القيادة اليدوي                 | ®Xtronic CVT أوتوماتيكي مع محدد وضع القيادة ووضع القيادة اليدوي                 |
| نظام الوقود       | بنزين                                                                           | بنزين                                                                           | بنزين                                                                           |
| نظام عجلة القيادة | نظام التوجيه الكهربائي المعزز بالطاقة الكهرومائية                               | نظام التوجيه الكهربائي المعزز بالطاقة الكهرومائية                               | نظام التوجيه الكهربائي المعزز بالطاقة الكهرومائية                               |
| نظام التعليق      | نظام التعليق الأمامي المستقل بدعامات ونظام التعليق الخلفي المستقل متعدد الوصلات | نظام التعليق الأمامي المستقل بدعامات ونظام التعليق الخلفي المستقل متعدد الوصلات | نظام التعليق الأمامي المستقل بدعامات ونظام التعليق الخلفي المستقل متعدد الوصلات |
| المكابح           | 12.60x1.10 أمامي و 12.13x0.63 خلفي بأقراص مهواة                                 | 12.60x1.10 أمامي و 12.13x0.63 خلفي بأقراص مهواة                                 | 12.60x1.10 أمامي و 12.13x0.63 خلفي بأقراص مهواة                                 |
| العجلات الدافعة   | دفع ثنائي                                                                       | دفع ثنائي                                                                       | دفع ثنائي                                                                       |

### الأوزان والأبعاد والمقاييس
| الطول الكلي            | 4905                                        | 4905                                        | 4905                                        |
| العرض الكلي مع المرايا | 1860                                        | 1860                                        | 1860                                        |
| الارتفاع الكلي         | 1435                                        | 1435                                        | 1435                                        |
| قاعدة العجلات          | 2775                                        | 2775                                        | 2775                                        |
| عدد المقاعد            | 5                                           | 5                                           | 5                                           |
| سعة خزان الوقود        | 68                                          | 68                                          | 68                                          |
| الإطارات               | إطارات مناسبة لكل الفصول P245/45R18 V-rated | إطارات مناسبة لكل الفصول P245/40R19 W-rated | إطارات مناسبة لكل الفصول P245/40R19 W-rated |
| العجلات                | 18 بوصة ألومنيوم                            | 19 بوصة ألومنيوم                            | 19 بوصة ألومنيوم                            |
| وزن السيارة            | 1655                                        | 1655                                        | 1655                                        |

### الخصائص الخارجية
| المصابيح الأمامية          | أوتوماتيكية ذكية LED          | أوتوماتيكية ذكية LED                                                    | أوتوماتيكية ذكية LED                                                    |
| مصابيح LED نهارية          | ✔                             | ✔                                                                       | ✔                                                                       |
| المصابيح الخلفية           | LED                           | LED                                                                     | LED                                                                     |
| مصابيح ضبابية أمامية       | LED                           | LED                                                                     | LED                                                                     |
| مصابيح ضبابية خلفية        | ×                             | LED                                                                     | LED                                                                     |
| المرايا الجانبية           | كهربائية مع مصابيح إنعطاف LED | كهربائية - مصابيح إنعطاف LED - مدفّأة - إنحراف تلقائي عند الرجوع - ذاكرة | كهربائية - مصابيح إنعطاف LED - مدفّأة - إنحراف تلقائي عند الرجوع - ذاكرة |
| مصباح إنارة أرضية          | ×                             | ×                                                                       | ×                                                                       |
| جناح سبويلر خلفي           | ×                             | فاخر                                                                    | فاخر                                                                    |
| قضبان سقفية                | ×                             | ×                                                                       | ×                                                                       |
| المصدات                    | ✔                             | ✔                                                                       | ✔                                                                       |
| حلقة قطر                   | ×                             | ×                                                                       | ×                                                                       |
| فتحة سقف                   | بانورامي مزدوج                | بانورامي مزدوج                                                          | بانورامي مزدوج                                                          |
| صندوق الأمتعة/الباب الخلفي | ✔                             | ✔                                                                       | ✔                                                                       |
| مساحات زجاج أمامي          | متقطّع متغيّر ومتحسس للسرعة     | متقطّع متغيّر ومتحسس للسرعة                                               | متقطّع متغيّر ومتحسس للسرعة                                               |
| مساحات زجاج خلفي           | ×                             | ×                                                                       | ×                                                                       |
| خصائص مميزة                | ×                             | ×                                                                       | ×                                                                       |

### التقنيات وخصائص الراحة الداخلية
| مقابس الطاقة                      | 12V و2 USB للشحن (1 طراز A و1 طراز C)                       | 12V و2 USB للشحن (1 طراز A و1 طراز C)                                              | 12V و2 USB للشحن (1 طراز A و1 طراز C)                                              |
| تنجيد المقاعد                     | جلد                                                         | جلد                                                                                | جلد                                                                                |
| تنجيد عجلة القيادة                | جلد                                                         | جلد                                                                                | جلد                                                                                |
| تحريك وإمالة عجلة القيادة         | نظام التوجيه الكهربائي المعزز بالطاقة الكهرومائية           | نظام التوجيه الكهربائي المعزز بالطاقة الكهرومائية مع ذاكرة                         | نظام التوجيه الكهربائي المعزز بالطاقة الكهرومائية مع ذاكرة                         |
| شاشة معلومات للسائق               | شاشة متطورة مع تقنيات مساعدة السائق                         | شاشة متطورة مع تقنيات مساعدة السائق                                                | شاشة متطورة مع تقنيات مساعدة السائق                                                |
| أزرار عجلة القيادة                | التحكم بالصوت ومثبت السرعة والهاتف                          | التحكم بالصوت ومثبت السرعة والهاتف                                                 | التحكم بالصوت ومثبت السرعة والهاتف                                                 |
| عصا ناقل الحركة من الجلد          | ✔                                                           | ✔                                                                                  | ✔                                                                                  |
| نظام تحكم عن بعد وقفل أبواب مركزي | ✔                                                           | ✔                                                                                  | ✔                                                                                  |
| زر تشغيل/إطفاء المحرك             | ✔                                                           | ✔                                                                                  | ✔                                                                                  |
| تقنية تثبيت السرعة                | نظام التحكم في ثبات السرعة الذكي ونظام التنبيه الذكي للسائق | نظام التحكم في ثبات السرعة الذكي ونظام التنبيه الذكي للسائق                        | نظام التحكم في ثبات السرعة الذكي ونظام التنبيه الذكي للسائق                        |
| مقعد السائق قابل للتعديل          | كهربائي التعديل والانزلاق                                   | كهربائي التعديل والانزلاق ودعم للمنطقة القطنية كهربائياً مع تعديل مقعد السائق يدوياً | 8 إتجاهات كهربائياً ودعم للمنطقة القطنية كهربائياً مع تعديل مقعد السائق يدوياً وذاكرة |
| مقعد الراكب قابل للتعديل          | 4 إتجاهات كهربائياً                                          | 4 إتجاهات كهربائياً                                                                 | 4 إتجاهات كهربائياً                                                                 |
| تكييف المقاعد الأمامية            | ×                                                           | مدفّأة                                                                              | مدفّأة                                                                              |
| جيوب خلفية للمقاعد الأمامية       | ✔                                                           | ✔                                                                                  | ✔                                                                                  |
| إمكانية طي مقاعد الصف الثاني      | 60/40                                                       | 60/40                                                                              | 60/40                                                                              |
| إمكانية طي مقاعد الصف الثالث      | ×                                                           | ×                                                                                  | ×                                                                                  |
| صندوق تبريد                       | ×                                                           | ×                                                                                  | ×                                                                                  |
| إنارة أرضية في المقصورة           | ×                                                           | ✔                                                                                  | ✔                                                                                  |
| بدء تشغيل المحرك عن بعد           | ✔                                                           | ✔                                                                                  | ✔                                                                                  |
| مفتاح ذكي                         | ✔                                                           | ✔                                                                                  | ✔                                                                                  |
| شاحن لاسلكي للهاتف                | ×                                                           | ×                                                                                  | ×                                                                                  |
| التحكم بالمناخ                    | ثنائي المناطق مع التحكم الذكي بالمناخ                       | ثنائي المناطق مع التحكم الذكي بالمناخ                                              | ثنائي المناطق مع التحكم الذكي بالمناخ                                              |
| التحكم بالمناخ في المقاعد الخلفية | ×                                                           | ×                                                                                  | ×                                                                                  |

### الترفية والمعلومات والصوت
| نظام الترفية والمعلومات        | شاشة ملونة تعمل باللمس 8 بوصات وراديو AM/FM وRDS وUSB وAUX وBTHF وBTSA وخاصية التعرف الصوتي وWIFI وNFC* مع نظام الملاحة* | شاشة ملونة تعمل باللمس 8 بوصات وراديو AM/FM وMEX وRBDS وX2 USB وAUX وBTHF وBTSA وخاصية التعرف الصوتي وWIFI وNFC مع نظام الملاحة | شاشة ملونة تعمل باللمس 8 بوصات وراديو AM/FM وMEX وRBDS وX2 USB وAUX وBTHF وBTSA وخاصية التعرف الصوتي وWIFI وNFC مع نظام الملاحة |
| ®APPLE CARPLAY و ™ANDROID AUTO | ✔ | ✔ | ✔ |
| النظام الصوتي                  | 8 مكبرات صوت / 11 مكبر صوت Bose® Premium*                                                                                | 11 مكبر صوت Bose® Premium مع نظام حجب الضجيج الفعال                                                                             | 11 مكبر صوت Bose® Premium مع نظام حجب الضجيج الفعال                                                                             |
| شاشات في المقاعد الخلفية       | × | × | × |
| نظام الترفية للمقاعد الخلفية   | × | × | × |
| تقنية بلوتوث                   | الإتصال مع الهاتف | الإتصال مع الهاتف | الإتصال مع الهاتف |
| مرآة الرؤية الخلفية            | التعتيم الأتوماتيكي | التعتيم الأتوماتيكي | التعتيم الأتوماتيكي |
| نظام مراقبة الطرق الوعرة       | × | × | × |

### السلامة والأمان
| الوسائد الهوائية                          | نظام متطور مع حساسات حزام الأمان للسائق والراكب الأمامي وحماية للرأس في المقاعد الأمامية والمقاعد الطرفية الخلفية | نظام متطور مع حساسات حزام الأمان للسائق والراكب الأمامي وحماية للرأس في المقاعد الأمامية والمقاعد الطرفية الخلفية | نظام متطور مع حساسات حزام الأمان للسائق والراكب الأمامي وحماية للرأس في المقاعد الأمامية والمقاعد الطرفية الخلفية |
| ABS, EBD, VDC, TCS                        | ✔ | ✔ | ✔ |
| تقنية التحكم على المنحدرات                | مساعدة صعود المنحدرات                                                                                             | مساعدة صعود المنحدرات                                                                                             | مساعدة صعود المنحدرات                                                                                             |
| ترس تفاضلي محدود                          | × | × | × |
| نظام التحكم الهيدروليكي بحركة الهيكل      | × | × | × |
| نظام التحذير قبل التصادم الأمامي الذكي    | ✔ | ✔ | ✔ |
| تقنية التحذير مما في المناطق العمياء      | نظام التحذير في المناطق العمياء                                                                                   | نظام التحذير في المناطق العمياء                                                                                   | نظام التحذير في المناطق العمياء                                                                                   |
| نظام التدخل الذكي لمنع التصادم عند الرجوع | × | × | × |
| نظام الفرملة الطارئة الذكي                | × | مع خاصية استشعار المارة                                                                                           | مع خاصية استشعار المارة                                                                                           |
| نظام التنبيه عند الرجوع للخلف             | × | × | × |
| تقنية التحكم على حارة السير الذكية        | × | التحذير والتدخل                                                                                                   | التحذير والتدخل                                                                                                   |
| تقنية مساعدة للتحكم بالضوء العالي         | × | ✔ | ✔ |
| حساسات ركن                                | خلفي وأمامي | خلفي وأمامي | خلفي وأمامي |
| تقنية المساعدة على الركن                  | × | شاشة الرؤية الشاملة الذكية مع مستشعر الأجسام المتحركة ورؤية 360 درجة                                              | شاشة الرؤية الشاملة الذكية مع مستشعر الأجسام المتحركة ورؤية 360 درجة                                              |
| قفل ترس التفاضل الخلفي                    | × | × | × |
| نظام مراقبة ضغط الإطارات                  | مع نظام التنبيه عند إمتلاء الهواء في الإطارات                                                                     | مع نظام التنبيه عند إمتلاء الهواء في الإطارات                                                                     | مع نظام التنبيه عند إمتلاء الهواء في الإطارات                                                                     |
| تفعيل أضواء التحذير تلقائياً               | ✔ | ✔ | ✔ |
| أقفال الأبواب مستشعرة لحالات التصادم      | × | × | × |
| نظام منع حركة السيارة ونظام تنبية السائق  | ✔ | ✔ | ✔ |
| نقاط تثبيت لكراسي الأطفال                 | ISOFIX | ISOFIX | ISOFIX |

## وصلات خارجية
- تقرير نيسان ماكسيما